# Freymann (Adelsgeschlecht)

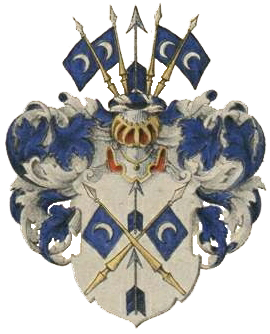
Wappen derer von Freymann

Freymann (von Freymann aus dem Hause Nursie) ist der Familienname eines deutsch-baltischen Adelsgeschlechts im früheren Livland. Der Stammvater war Johann Neumann (1640–1682), der 1666 mit dem schwedischen Adelsprädikat „von“ und dem Namen „Freymann“, durch die schwedische Regierung, in den Adelsstand erhoben wurde. Ihr Stammsitz war Nursie in Livland, deshalb führten sie den Namenszusatz „aus dem Hause (a.d.H) Nursie“. Die Familienangehörigen haben sich weiter auf Schweden, Finnland, Russland und Deutschland verteilt. Aus dem Stamm der Freymanns erwuchsen hochrangige Militärs, Politiker, Juristen und Anhänger der schönen und geistigen Künste.

## Geschichte
Auf Johann Neumann, dessen Herkunft nicht eindeutig nachweisbar ist, der sich aber aus Deutschland in Livland angesiedelt haben soll, baut der baltische Stammbaum auf. Johann N. war als Major in schwedischen Militärdiensten und wurde am 20. August 1666 als „von Freymann“ geadelt. Zu seinen Besitzungen gehörten die Güter Nötkenshof und Schreibershof. Er übte mit zeitlichen Abständen das Amt eines Ordnungsrichters aus und war Landrichter im Dörptschen Kreis. Sein Sohn der livländische Landrat Carl Otto von Freymann († 1729) war mit Catharina Elisabeth von Rothausen a.d.H. Nursie verheiratet und erbte durch sie das Gut Nursie. Seine drei Brüder waren ebenfalls hohe Offiziere in schwedischen und russischen Diensten. Das Adelsgeschlecht „Freymann  Nursie und Schreibershof“ wurde 1742 von der Livländischen Ritterschaft in die livländische Adelsmatrikel (Nr. 74) eingetragen und erhielt 1745 und 1747 als „von Freymann a.d.H. Nursie“ die Matrikelnummer 93.

## Gut Nursie

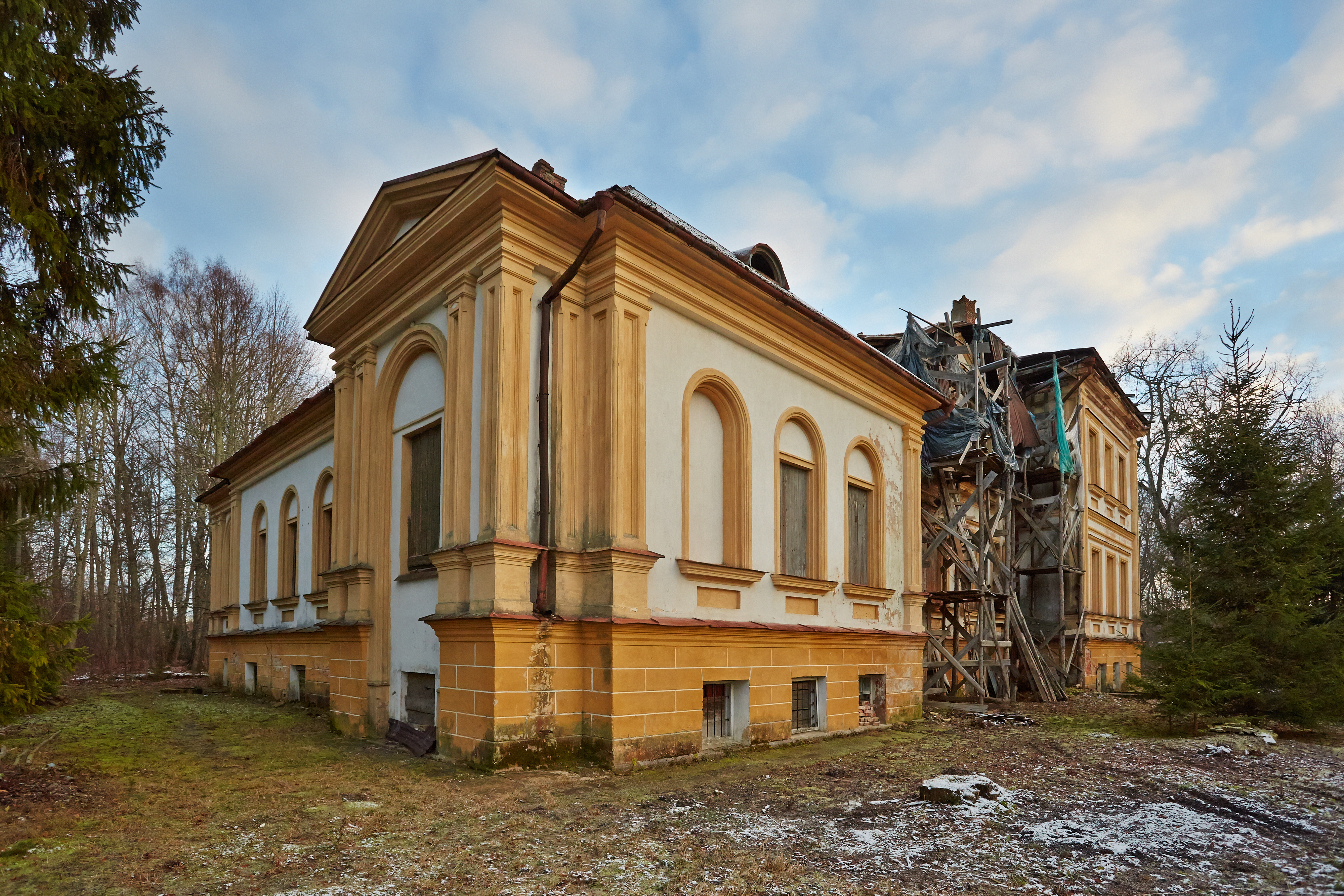
Herrenhaus von Alt-Nursie

Das Gut Alt-Nursie war 1627 ein kleines Dorf und der Mühle Nursie und gehört zu Rauge. Mitte des 17. Jahrhunderts wurde es als Hof von Rauge abgeteilt und 1765 nochmals in Alt- und Neu-Nursie unterteilt. Alt-Nursie war von 1723 bis 1861 im Besitz der Familie von Freymann. Das Rittergut selbst wurde 1688 gegründet und gehörte den Familien von Freymann, von Herzberg sowie von Wahl. Das zergliederte Hauptgebäude im Neorenaissance-Stil entstand in den 1860er Jahren (ist in einer im 20. Jahrhundert von der sowjetischen Armee etwas veränderten Form erhalten geblieben). Nach der historischen Aufteilung gehörte das Gut zum Kirchspiel Rõuge/Rauge, Kreis Võrumaa/Werro; nach der heutigen Aufteilung gehört das Gut zur Gemeinde Rõuge in Võrumaa.

## Wappen
Nach dem vom 20. August 1666 erteilten Adelsdiplom führen die von Freymann a.d.H. Nursie folgendes Wappen: Im Wappenschild zwei verschränkte Standarten mit blauer Flagge, die je einen Halbmond tragen. Zwischen den kreuzweise an geordneten Standarten stehen zwei übereinander nach oben gerichtete Pfeile. Die Helmzier stellt auf der Helmwulst einen Kranz mit einem blauen aufrechten Pfeil dar, der zwischen je zwei Standarten steht. Die Helmdecken sind Blau und Silber.

## Stammliste

### Stammlinie
- Johann Neumann (1640–1682), 1666 schwedischer Adelsstand als von Freymann, Stammvater des Adelsgeschlechts von Freymann a.d.H. Nursie, schwedischer Major, Ordnungsrichter
  - Reinhold Johann von Freymann (1680–1736), schwedischer Oberstleutnant, russischer Generalmajor
    - Carl Otto (II.) von Freymann († 1769)
    - Johann Friedrich von Freymann († 1782), Oberst
    - Reinhold von Freymann, Hauptmann

  - Johann Friedrich von Freymann († 1799), holländischer Generalmajor
  - Carl Otto Freymann a.d.H. Nursie († 1729), Herr auf Schreibershof und Nursie, schwedischer Oberst, livländischer Landrat
    - Carl Johann von Freymann a.d.H. Nursie (1697–1757), Herr auf Nursie, Gerichtsassessor
      - Otto Friedrich von Freymann a.d.H. Nursie (1726–1761), Herr auf Nursie
        - Gerhard Magnus von Freymann a.d.H. Nursie (Linie I.)
        - Otto Reinhold von Freymann a.d.H. Nursie (Linie II.)

      - Ludwig Eberhard von Freymann a.d.H. Nursie (1744–1810)
        - Christoph Ludwig von Freymann a.d.H. Nursie (Linie III.)

### Linie I.
- Gerhard Magnus von Freymann a.d.H. Nursie (1759–1799), Kreisgerichtsassessor
  - Otto Ludwig Magnus von Freymann a.d.H. Nursie (1789–1846), Ordnungsrichter
    - Georg Hermann von Freymann a.d.H. Nursie (1835–1885), Herr auf Nursie
      - Carl Johann von Freymann a.d.H. Nursie (1878–1907), Journalist und Dichter
      - Georg Sylvester Magnus von Freymann a.d.H. Nursie (1870–1946), baltischer Genealoge, Jurist und Autor
        - Gerda von Freymann-Knispel (1905–1981), deutsche Malerin

### Linie II.
- Otto Reinhold von Freymann a.d.H. Nursie (1760–1820), Kirchspielrichter
  - Rudoph Friedrich Ludwig von Freymann a.d.H. Nursie (1786–1850), russischer Oberst, Regierungsrat
    - Otto Woldemar von Freymann a.d.H. Nursie (1828–1871), russischer Oberstleutnant
      - Rudolf Karl Wilhelm von Freymann a.d.H. Nursie (1860–1934), Stallmeister
      - Karl von Freymann a.d.H. Nursie (1861–1920), russischer Generalmajor

  - Karl Otto Friedrich von Freymann a.d.H. Nursie (1788–1858), russischer Generalleutnant
    - Alexander Heinrich Otto von Freymann a.d.H. Nursie (* 1819), russischer Kapitän, Wirklicher Staatsrat
    - Rudolph Karl Ernst von Freymann a.d.H. Nursie (1821–1906), russischer Generalmajor
      - Nikolai Konstantin von Freymann (1851–1904), russischer Generalmajor
        - Sergej von Freymann (1882–1946), russisch-usbekischer Schachmeister

      - Otto Nicolai Julius von Freymann a.d.H. Nursie (1849–1924), russischer Generalmajor und Lehrer
        - Ernst Felix von Freymann a.d.H. Nursie (1881–1950), Ingenieur und finnischer Freiheitskämpfer
        - Thelma Elisabeth von Freymann (* 1932), Pädagogin

      - Eduard Karl Gustav von Freymann a.d.H. Nursie (1855–1920), russischer Generalleutnant

  - Georg Gustav von Freymann a.d.H. Nursie (* 1789), Generalmajor
  - Hermann Jakob von Freymann a.d.H. Nursie (* 1791), Generalmajor

### Linie III.
- Christoph Ludwig von Freymann a.d.H. Nursie (1773–1820)
  - Alexander Ludwig von Freymann a.d.H. Nursie (1818–1886), Kreisgerichtsassessor, Landrichter
  - Arthur Leo Gustav von Freymann a.d.H. Nursie (1819–1885), Herr auf Nursie, livländischer Landrat
    - Karl Arthur von Freymann a.d.H. Nursie (1855–1919), Landgerichtsrat in Dresden
      - Walter von Freymann (1899–1957), Oberstleutnant
        - Walter Hermann Rüdiger von Freymann (1932–2022)
          - Johannes von Freymann (* 1957)
            - Justus von Freymann (* 1993)
            - Pauline von Freymann (* 1998)

          - Jörg von Freymann (* 1960)
            - Niels (* 2006)
            - Berenike (* 2008)

          - Eberhard (1935–2020)
            - Georg (* 1972), Professor
              - Benedikt (* 2003)

            - Ludwig (* 1975)
              - Leonhard (* 2005)
              - Carl (* 2012)

        - Jürgen von Freymann (1939–2023), Oberstleutnant a. D., Landespolitiker
          - Axel Walter von Freymann (* 1968), Oberst i. G., Stv. Vorsitzender CoV[6]
            - Friedrich Phillipp Alexander (* 1996), Sophie Donata Friederike (* 1998) Richard Wilhelm Ferdinand (* 2000) und Leopold (* 2002)

          - Christoph Georg von Freymann (* 1971), Oberstleutnant
            - Maximilian Rochus York (* 2001),
            - Julia Dorothea Elisabeth (* 2005),
            - Cornelius Emil Carl (* 2009)

          - Phillipp Andreas von Freymann (1976–2015)

        - Achim von Freymann
          - Bernhard (* 1973)